# Andreas Bammer
Andreas Bammer (Bad Ischl, 18 luglio 1984) è un ex calciatore austriaco, di ruolo centrocampista.